# الألعاب الأولمبية الصيفية 1928
أقيمت الدورة التاسعة من 17 مايو حتى 12 أغسطس رغم رفض الملكة فلهلمينا التي اعتبرت الدورة الأولمبية تظاهرة وثنية لذا لم تحضر حفل الافتتاح الذي أوقدت فيه الشعلة الأولمبية (رمز الحياة) لأول مرة، وعاد الألمان إلى ميدان الألعاب بعدما غابوا عنها في 1920 و1924. وأقيمت مسابقات في ألعاب القوى للسيدات رغم اعتراض بيير دي كوبرتان. وبلغ عدد المشاركين 3014 من 46 دولة منهم 290 لاعبة وقد تنافسوا على 109 مسابقة في 14 لعبة. ورفع الفنلندي بآفو نورمي رصيده إلى 9 في 3 دورات، وفرض جوني فايسمولر (طرزان) نفسه من جديد، وفاجأ الكندي بيرسي وليامز الجميع بفوزه بسباقي 100 و 200 متر في حين فرضت مصر العربية نفسها على لائحة الميداليات برصيد ذهبيتين لإبراهيم مصطفى عندما حل أولا في المصارعة الرومانية لوزن خفيف الثقيل والسيد نصير في رفع الأثقال لوزن خفيف الثقيل وفضية الغطس لفريد سميكة من السلم الثابت وبرونزية الغطس من السلم المتحرك. وحصل الفرنسي جزائري الأصل أحمد بوقرة على ذهبية الماراثون.

## قائمة الميداليات

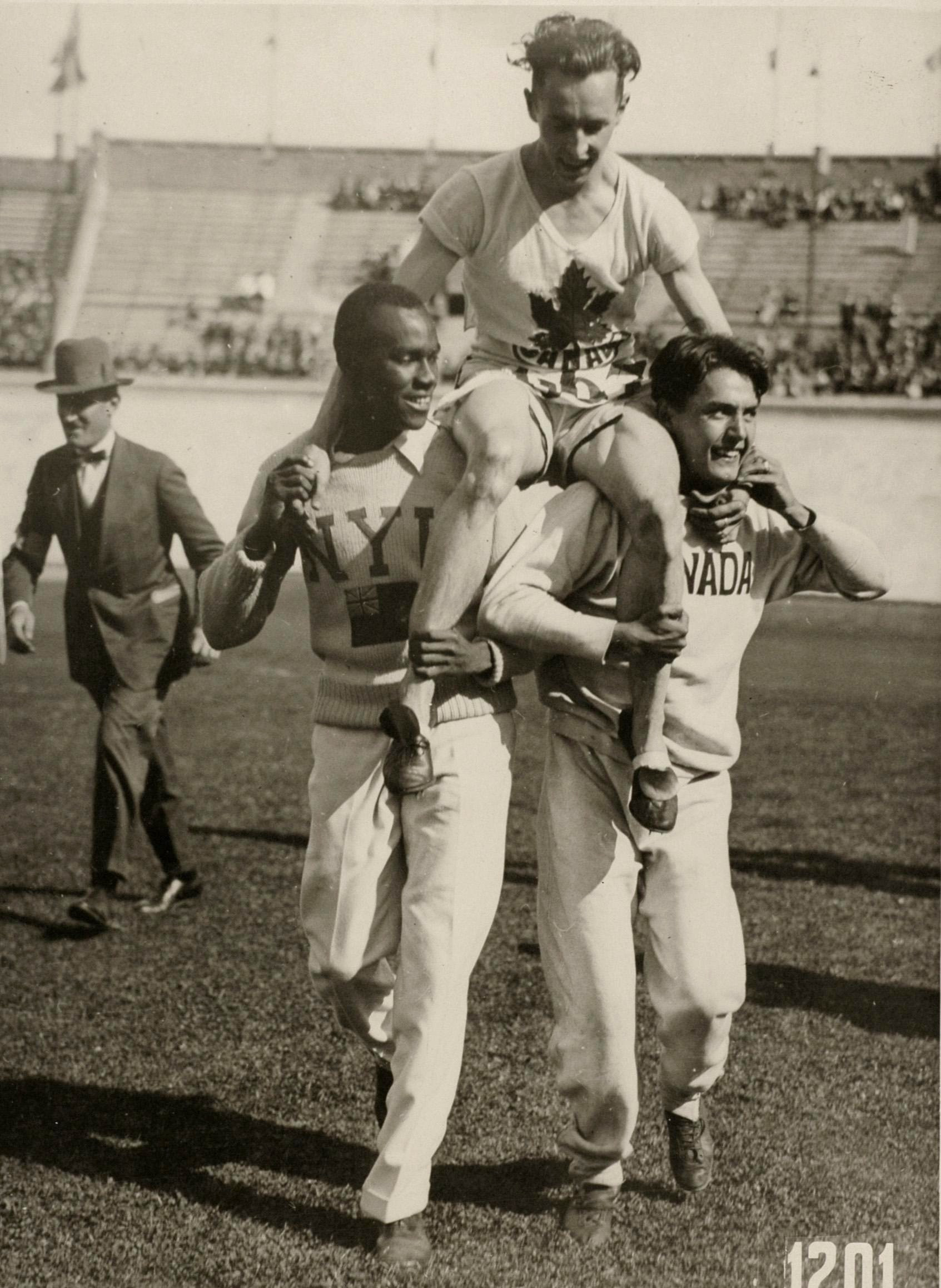
بيرسي وليامز

| ميداليات الألعاب الأولمبية الصيفية 1924 |                            |       |      |         |       |
| الترتيب                                 | الدولة                     | ذهبية | فضية | برونزية | مجموع |
| 1                                       | الولايات المتحدة الأمريكية | 22    | 18   | 16      | 56    |
| 2                                       | ألمانيا                    | 10    | 7    | 14      | 31    |
| 3                                       | فنلندا                     | 8     | 8    | 9       | 25    |
| 4                                       | السويد                     | 7     | 6    | 21      | 25    |
| 5                                       | إيطاليا                    | 7     | 5    | 7       | 19    |
| 6                                       | سويسرا                     | 7     | 4    | 4       | 15    |
| 7                                       | فرنسا                      | 6     | 10   | 5       | 21    |
| 8                                       | هولندا                     | 6     | 9    | 4       | 19    |
| 9                                       | المجر                      | 4     | 5    | 0       | 9     |
| 10                                      | كندا                       | 4     | 4    | 7       | 15    |